# Надвлачење конопца на Летњим олимпијским играма 1900.
Надвлачење конопца на Летњим олимпијским играма у Паризу одржано је 16. јула 1900. Пријављене су биле три екипе, али су представници САД, због неспоразума са организаторима око одржавања атлетских такмичења 15. јула одустали. Учествовало је дванаест такмичара из три земље сврстаних у две екипе: француску и мешовиту у којој су била по три представника Данске и Шведске.

## Земље учеснице
- Француска (6)
- Данска (3)
- Шведска (3)

## Резултати
Одржан је само један меч у којем је Мешовита екипа победила Француску и освојила прво место.
| Победник     | Резултат | Поражени  |
| ------------ | -------- | --------- |
| Мешовити тим | 2:0      | Француска |

## Освајачи медаља
| | |   |
| Мешовити тим · Едгар Абје Данска · Аугуст Нилсон Шведска · Еуген Шмит Данска · Густаф Седерстрем Шведска · Карл Штаф Шведска · Чарлс Винклер Данска | Француска · Raymond Basset · Jean Collas · Charles Gondouin · Joseph Roffo · Emile Sarrade · Constantin Henriquez de Zubiera | - |

## Биланс медаља
| Место | Држава       | Злато | Сребро | Бронза | Укупнпо |
| ----- | ------------ | ----- | ------ | ------ | ------- |
| 1     | Мешовити тим | 1     | 0      | 0      | 1       |
| 2     | Француска    | 0     | 1      | 0      | 1       |
|       | Укупнпо (2)  | 1     | 1      | 0      | 2       |